# 野生司香雪
野生司 香雪（のーす こうせつ、明治18年（1885年）11月5日 - 昭和48年（1973年）3月28日）は、日本の仏教画家、仏画家である。
「野生司」の読み方は「のーす」。香雪の残した資料等の神の上にカタカナで「ノース」と書いてあり、本人もそれが正しいと言っていたとのこと。

## 生涯
香川県香川郡檀紙村（現・香川県高松市檀紙町）に僧侶の長男として生まれる。本名は述太（のぶた）。父・義問、母・シカ。その後、檀紙尋常小学校（現・高松市立檀紙小学校）、堂山高等小学校を経て、香川県工芸学校（現在の香川県立高松工芸高等学校）金属工芸科に入学。卒業後、東京美術学校（現在の東京藝術大学）予備課程の金属工芸科に入る。
20歳の時、東京美術学校制度改革による日本画科の新館に入り、イギリスから帰国した下村観山が担任となる。1907年、22歳で東京勧業博覧会美術展覧会に「しずか」を出品、入選。1908年、東京美術学校日本画科を卒業。卒業制作は「黄泉」。東京銀座の三上呉服店に図案描きとして就職。
1909年、関佾喜（いつき）と結婚。香川県善通寺十一師団輜重兵第十一大隊に1年間入営。翌年、東京府東京市下谷区谷中坂町に新居を構える。1911年、26歳で橋本関雪らとともに美術研精会の正会員となる。美校に東台画会が結成され、以後研精研究会や東台画会で作品を発表。1914年、淑徳高等女学校に図画講師として奉職（1945年まで在籍）。雅号を一時隣山に改める。再興日本美術院研究会員となる。

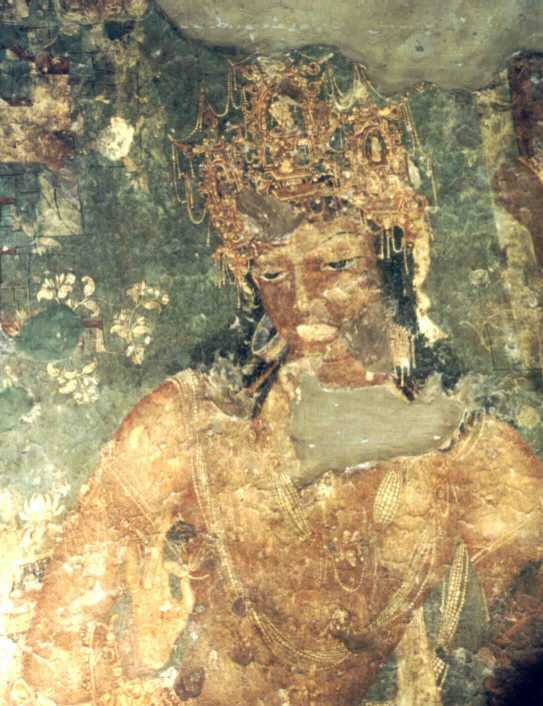
アジャンター第1窟の「菩薩像」の壁画

### アジャンター壁画の模写
1917年、32歳の頃には元通信次官であった、前島密の支援を得て日本芸術の母の国と仰ぐインドへ仏教美術研究のために渡り、コルカタの博物館やサールナートなどの仏蹟を調査旅行。帰国直前に偶然、アジャンター壁画の模写に向かう荒木寛方に出会い、誘われ参加。現地でこれも偶然に美校時代からの親友、桐谷洗鱗に出会い、終了後にはそろってコルカタに貴館した。
帰国後1919年、大阪朝日新聞社、京都帝室博物館（現在の京都国立博物館）で「アジャンタ壁画模写展」開催。1920年、インドでの経験を生かした六曲一双の屏風「窟院の朝」を出品、同人でも落選する超厳選主義の中で初入選。しかしこれが最初で最後、以後は院展と国が開催する帝展、そして審査員を巡る激しい争いの中で、美校出で師弟関係を持たない香雪の居場所はなく画壇から疎遠になった。しかし、インドの仏教美術への関心を持ち続け、仏教や梵語講座などに参加し勉強を続ける。

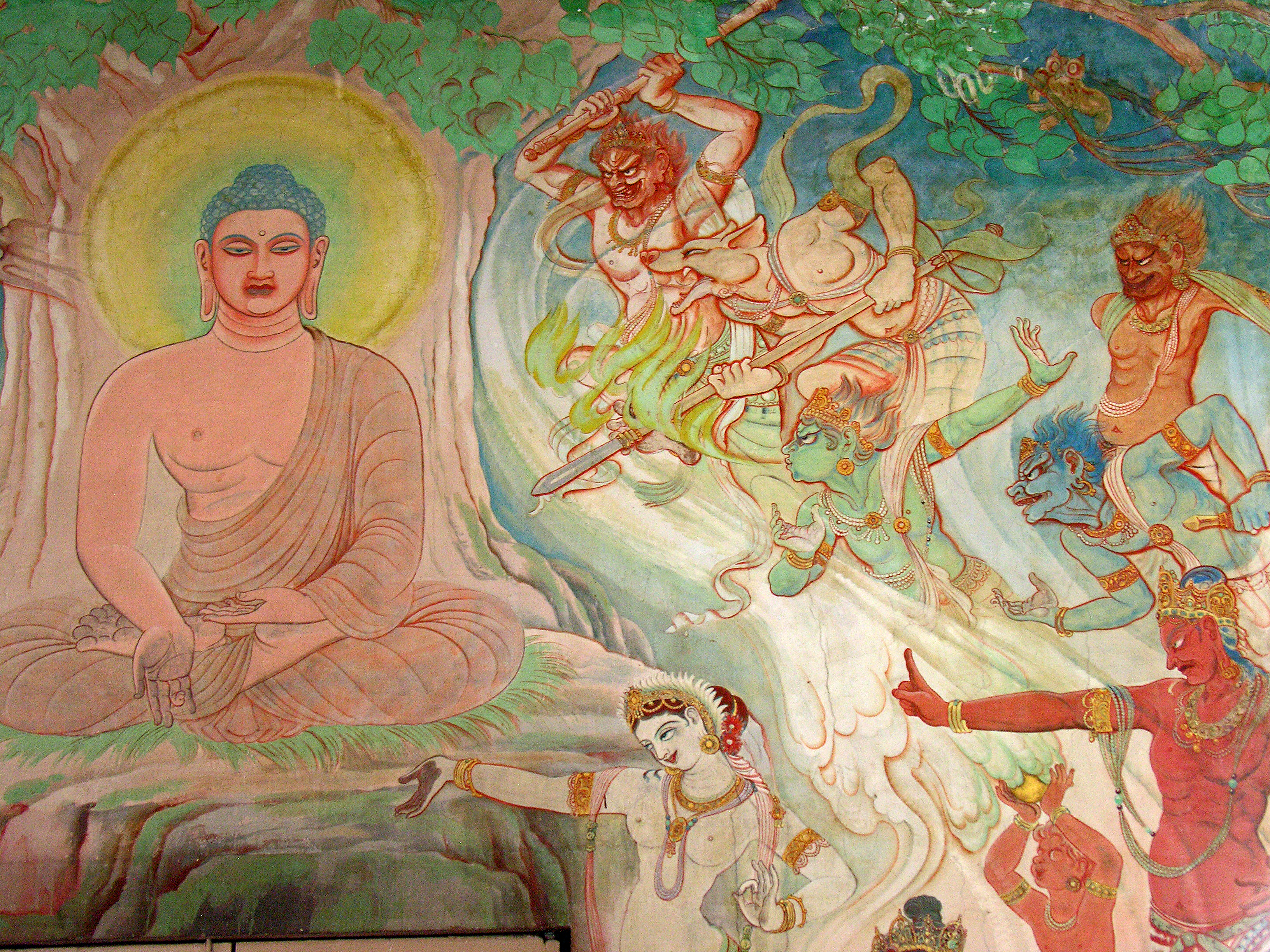
野生司香雪によるサールナートの仏伝壁画

### サールナート壁画の制作
そんな中、1931年、仏教発祥の地でありながら長く途絶えているインドでの仏教復興を志し世界に呼びかけ活動していたスリランカ人のダルマパーラが仏教聖地サールナート(鹿野園)に寺院を建立。堂内に釈尊一代記を描こうと、仏教国で当時アジアの先進国・日本に依頼してきた。関係機関が協議し、帝展で活躍する親友の桐谷洗鱗が選ばれたが、渡印直前に病に倒れ急逝。関係者や日印協会が再度協議し、47歳の香雪が選ばれ、助手として洗鱗の弟子の河合志宏と共に渡印。インドの厳しい自然、経費不足を個展を開催して経費を捻出するなど苦労を克服し、足かけ5年をかけて完成させた。
1936年、インドからの帰国後、新聞などで紹介され有名人となった香雪は、以後は仏教画家として全国に知られることになる。翌年には第4回香川県美術綜合展覧会（現在の県展）の日本画審査員となり、帝都教育会附属教員保姆伝習所図画教員となる。

### 善光寺雲上殿の壁画
1940年、55歳の頃、信州善光寺の新築中の納骨堂・雲上殿の壁画の依頼が舞い込む。インドで描けなかった壁画を描こうと、香雪は快諾し準備を始め長野に移住。本体の工事は1941年に完成、しかしその後は第2次世界大戦に突入し物資も不足、香雪は大勧進に寄宿し結局壁画が完成したのは1947年になった。
壁画は善光寺本尊が信濃に伝わった物語（善光寺縁起）を、2つの壁面に振り分け、片方は難波の津から善光寺へ、一方の壁面にはインドから大陸を経て難波の津までを絵巻物風に描き、それぞれの最後に聖徳太子、成道仏を描き対比。そこで香雪は、当初渡印の際に関係者と協議し描く予定だが描かなかった画題、「仏教の世界伝播の一例」を善光寺の本尊、三尊仏渡来の物語として描き、初転法輪寺の仏伝と関連付け完結させ、初転法輪寺の壁画と善光寺の壁画を時空を超えて結びつけた。
この間に、納骨堂の近くの曹洞宗昌禅寺の佐藤住職の勧めで、初転法輪寺から持ち帰り保管していた原寸大の下図を大本山永平寺に贈呈。また、長野市仏教会の顧問格となり、仏教舞踊の創作などを行ったり、長野在住の作家らと白炎社を結成し展覧会を開催したりした。
その後、1951年にはビルラ長者ら関係者の協力を得、インド政府の許可を得て聖牛（白牛）3頭を善光寺に招来した。

### 晩年
1952年、67歳で山ノ内町（現在の長野県下高井郡山ノ内町）渋温泉の不動山荘に移り住み、ここを終の棲家とした。埼玉県鳥井観音（名栗観音）の壁画を制作したり、東京池袋三越で開かれた第2回現代仏教美術展に「不動明王」を出品したりした。ほかに仏教伝道協会より「釈尊絵伝」を依頼され、脳出血を患いながらも7枚連作絵画として完成。
1973年、仏教伝道協会の「仏教美術賞」を受ける。同年、88歳で永眠。

## 関連書籍
- 香川県文化会館編『ー東洋の心・インドへの熱き想いー野生司香雪回顧展』香川県文化会館、1986年
- 小池賢博ほか『野生司香雪　仏画の世界』信濃毎日新聞社、1987年
- 溝渕茂樹ほか『野生司香雪―その生涯とインドの仏伝壁画―』イクタ 野生司香雪画伯顕彰会、2016年